# Fanny Lewald
Œuvres principales
Meine Lebensgeschichte, 1861-1862
Fanny Lewald, née Fanny Marcus, le 24 mars 1811 à Königsberg (aujourd'hui Kaliningrad en Russie) et morte le 5 août 1889 à Dresde, est une écrivaine allemande. Elle s'intéresse particulièrement aux thèmes de la famille, du mariage et des problèmes sociaux.

## Jeunesse et formation
Fanny Lewald est l'aînée des neuf enfants de David Marcus (1787-1846), un commerçant juif, et de sa femme Zipora Assur. La famille change leur nom de famille en Lewald en 1812. 
Bien que ça ne soit pas courant dans les familles de l'époque, son père accepte de la laisser avoir accès à une éducation formelle comme ses frères. Il garde quand même dans l'idée de lui faire faire un beau mariage et lui fait quitter l'école à 14 ans pour qu'elle se concentre sur des activités plus « féminines » : artisanat et travaux ménagers légers, enseignement musical et lecture. Ses frères, eux, ont l'autorisation de continuer l'école. 
Jeune adulte, elle se convertit au christianisme pour épouser un jeune théologien qui meurt avant le mariage. Sa conversion sera toujours une question ambivalente dans ses textes et dans sa vie, ne se sentant jamais ni complètement protestante, ni complètement juive. 

## Carrière littéraire
En 1832, son père l'emmène en voyage en Europe pour lui trouver un époux mais cette expérience lui permet surtout de s'ouvrir au monde et de découvrir le mouvement démocratique. Elle finira même pas refuser un mariage arrangé en 1846. Elle rejoint alors le groupe d'écrivains Jeune-Allemagne qui met en avant l'utilitarisme de la littérature, au contraire du romantisme. De par cette affiliation, ses publications d'avant les années 1940 sont liées aux questions politiques, sociales et religieuses de son époque.
Après avoir pris exemple pendant de longues années sur Heinrich Heine, elle se tourne vers la « véritable poésie » comme pensée par Johann Wolfgang von Goethe qui lui inspire son autobiographie de 1861.
Grâce à son cousin journaliste August Lewald (de) qui lui commande un article pour les célébrations pour Frédéric-Guillaume IV, elle écrit ses premiers articles et publie en 1843 deux romans Clementine et Jenny, qui traitent des circonvolutions des vertus familiales. Grâce à eux, elle peut enfin quitter la maison familiale et s'installer à Berlin. Elle publie ses textes anonymement pour ne pas risquer les chances de ses petites sœurs d'avoir un bon mariage.
À Berlin, elle ouvre un salon littéraire où elle accueille de nombreuses autrices de son époque dont Henriette Herz, Bettina von Arnim, Luise Mühlbach (de) et Therese von Bacheracht (de).
C'est avec sa troisième nouvelle, Ein Lebensfrage (1844), qu'elle commence à publier sous son nom véritable. En 1847, elle publie Diogena, une parodie de Gräfin Faustine écrit par Ida von Hahn-Hahn en 1841. Elle écrit également une trilogie de romans Prinz Louis Feridnand avec pour personnage central Rahel Varnhagen. Fanny Lewald est également l'autrice de plusieurs livres de voyages centrés sur l'Écosse, l'Italie et l'Angleterre.
Son essai Für and Wider die Frauen publié en 1870, rencontre un tel succès qu'il est réédité en 1875 et traduit dans plusieurs langues dont le hongrois, le polonais, le russe et le croate. Gertrud Bäumer le considère comme la meilleure contribution pour l'émancipation des femmes lors de la première vague féministe.

### Thèmes
Fanny Lewald s'intéresse particulièrement aux thèmes de la famille, du mariage et des problèmes sociaux mais aussi l'éducation des femmes, l'émancipation des juifs et la démocratisation de l'art et de la vie politique. Dans Clementine (1843), elle parle de mariage arrangé tandis que Jenny traite des complications liées au fait d'être une femme juive allemande au XIXe siècle. Elle est également une supportrice du divorce comme le montre sa nouvelle Eine Lebensfrage et se bat pour améliorer la vie des plus pauvres comme en témoigne Der Dritte Stand en 1846.
Également autobiographe, son œuvre la plus importante est son autobiographie Meine Lebensgeschichte (1861-1862) publiée en six volumes dans laquelle elle raconte ce qu'il en est de grandir en tant que femme, que juive et que membre de la classe moyenne au XIXe siècle. Elle raconte l'écrire pour aider au développement de l'émancipation féminine qui sont alors forcées de rester inactives dans l'attente d'un mariage arrangé. Elle travaille également sur le sort des femmes de la classe moyenne dans Osterbriefe für die Frauen, où elle demande une meilleure éducation, une meilleure couverture sociale et une retraite pour ces femmes pour améliorer leur niveau de vie. Pour elle, l'émancipation féminine doit passer par la séparation matérielle d'avec le père ou le mari ainsi que par l'éducation.

## Réception
Selon Margaret E. Ward, les textes de Fanny Lewald sont caractérisés par un « discours à double voix » qui compliqué par la relation entre l'écrivain et sa culture. Avec Louise Aston, elle est considérée comme la « George Sand allemande ».
Elle est « re-découverte » au XXe-XXIe siècle par les universitaires où elle est vue comme une écrivaine européenne et non plus seulement allemande.

## Œuvres (sélection)
- Clementine, 1842
- Jenny, 1843
- Einige Gedanken über Mädchenerziehung, 1843
- Andeutungen über die Lage der weiblichen Dienstboten, 1843
- Eine Lebensfrage, 1845
- Diogena, 1847
- Italienisches Bilderbuch, 1847
- Prinz Louis Ferdinand, 1849
- Erinnerungen aus dem Jahr 1848, 1850
- Dünen- und Berggeschichten, 1851
- England und Schottland, 1851
- Die Kammerjungfer, 1856
- Meine Lebensgeschichte, 1861–1863
- Osterbriefe für die Frauen, 1863
- Erzählungen, 1868
- Für und wider die Frauen, 1870
- Benvenuto, 1875
- Erinnerungen an Franz Liszt, 1887
- Erinnerungen an Fürst Hermann von Pückler-Muskau, 1887
- Die Familie Darner, 1888
- Zwölf Bilder aus dem Leben, 1888

## Source
- (de) Cet article est partiellement ou en totalité issu de l’article de Wikipédia en allemand intitulé « Fanny Lewald » (voir la liste des auteurs).

1. 1 2 3 4 5 6  (de) « Fanny Lewald », dans Deutsche Biographie (lire en ligne)
2. 1 2 3 4 5 6 7 8 9 10 11 12 13  (en) Brinker-Gabler, Gisela, « Fanny Lewald », dans Jewish Women: A Comprehensive Historical Encyclopedia, 2009 (lire en ligne)
3. 1 2 3 4 5  (en) Beth Bjorklund, Mark E. Corey et Mark F. Cory, Politics in German Literature, Camden House, 1998 (ISBN 978-1-57113-082-2, lire en ligne), p. 60-82
4. 1 2 3 4 5 6  (en) « Fanny Lewald », dans Encyclopedia Britannica (lire en ligne)
5. ↑  (en) Shawn C. Jarvis et Jeannine Blackwell, The Queen's Mirror: Fairy Tales by German Women, 1780-1900, U of Nebraska Press, 1er janvier 2001 (ISBN 978-0-8032-6181-5, lire en ligne), p. 183
6. 1 2  (en) Ruth Whittle, Gender, Canon and Literary History: The Changing Place of Nineteenth-Century German Women Writers (1835-1918), Walter de Gruyter, 28 août 2013 (ISBN 978-3-11-025923-0, lire en ligne), p. 100